# Província de Muğla
La província turca de Muğla [ˈmuːla] (anomenada així per la seva capital homònima Muğla) es troba a la part exterior del sud-oest d'Anatòlia. Representa la part essencial de l'antiga Cària.
Forma una banda de més o menys 50 x 250 km davant de la costa de  Rodes, que es corba, amb tres penínsules, en una banda de la mar Egea (Ege Deniz) a l'est del Mediterrani.
El turisme és una activitat econòmica important a la regió, particularment a la península de Bodrum. També és important la manufactura de catifes, alguns llocs antics o bé els museus i basars locals.
Hi ha bones condicions per al trànsit nàutic - malgrat el predomini de penya-segats -, així com des del nord per carretera amb İzmir o Aydın. Hi ha aeroports amb connexió internacional a Dalaman i a Bodrum.
Al sud de la ciutat de Muğla, per la costa escarpada, trobem entre altres coses, les antigues ciutats en ruïna de Kerme, Cnidos, Telmesos (Fethiye) i Caune. Són conegudes també algunes necròpolis amb els sarcòfags construïts en alt, típics de la Cària.

## Districtes
La província de Muğla consta dels següents districtes:
| - Kavaklıdere - Yatağan - Milas - Bodrum - Ula - Köyceğiz | - Marmaris - Datça - Ortaca - Dalaman - Fethiye - Muğla |